# Paula Botet
Paula Botet (* 19. Dezember 2000 in Sallanches, Haute-Savoie) ist eine französische Biathletin. Sie ist zweifache Juniorenweltmeisterin und gewann 2025 ihr erstes Rennen im Weltcup.

## Sportliche Laufbahn

### Erfolge im Juniorenbereich und Podestplatz im Weltcup
Botet begann 2011 mit dem Biathlonsport und startete bei IBU-Wettkämpfen bis Ende 2020 ausschließlich auf Juniorenebene. Zum Beginn der Saison 2017/2018 gab sie in Hochfilzen ihr Debüt im Junior-Cup und lief dort schnell zu ihrem ersten Podestplatz. Im folgenden Winter feierte sie in der Lenzerheide ihren ersten Sieg auf dieser Ebene, auch mit der Mixedstaffel entschied sie einen Wettkampf für sich. Am Saisonende gewann sie zudem mit Laura Boucaud und Coline Pasteur die Bronzemedaille im Staffelrennen bei den Jugendweltmeisterschaften. Eine ähnlich starke Saison gelang der Französin 2019/20: In der Juniorcup-Gesamtwertung belegte sie den dritten Platz, feierte zwei Staffelsiege und gewann bei den Juniorenweltmeisterschaften 2020 gemeinsam mit Boucaud, Camille Bened und Lou-Anne Chevat Staffelgold. Im Januar 2021 gab Botet ihr Debüt im IBU-Cup und ergatterte mit den Plätzen 21 und 18 sofort einige Ranglistenpunkte. Bei ihren ersten Europameisterschaften lief sie zweimal unter die besten 30, bei den Juniorenweltmeisterschaften in Obertilliach wiederholte sie ihren Triumph mit der Staffel und belegte im Einzel Rang fünf. Am Saisonende erreichte sie zudem mit Sébastien Mahon ihren ersten Podestplatz im IBU-Cup.
Noch besser fand Botet in die Saison 2021/22: Im ersten Trimester gelangen ihr vier Podestplätze in Individualwettkämpfen, dabei verpasste sie in Obertilliach den Sieg gegenüber Anastassija Schewtschenko um lediglich 0,3 Sekunden. Folglich gab die Französin am ersten Wochenende des Kalenderjahres 2022 in Oberhof ihr Debüt im Weltcup. Sowohl im Sprint als auch in der Verfolgung erreichte sie dabei den 39. Rang und sammelte ihre ersten Weltcuppunkte. Beim Wochenende von Antholz lief sie erstmals in einer Weltcupstaffel und stieg an der Seite von Anaïs und Chloé Chevalier sowie Anaïs Bescond sofort auf das Podest. In Oslo unterbot sie ihr bisher bestes Einzelergebnis und wurde 28. des Sprints, ihre erste Weltcupsaison schloss sie als 79. ab. Im Winter 2022/23 wurde Botet nach unterdurchschnittlichen Leistungen schon nach der ersten Station aus dem Weltcupteam genommen und lief daraufhin durchgehend im IBU-Cup. Dabei präsentierte sie sich in sehr guter Form, schloss 16 von 20 Wettkämpfen unter den besten Zehn ab und feierte im Sprintrennen auf der Pokljuka in Slowenien ihren ersten IBU-Cup-Sieg. Trotz des am Ende resultierenden dritten Platzes in der Gesamtwertung bekam die 22-Jährige während der Saison keine Weltcupeinsätze, beim Saisonfinale in Oslo nutzte sie jedoch ihren Startplatz und stellte mit Rang 21 im Sprint ihr persönliches Bestergebnis auf.

### Erster Weltcupsieg
Die Erwartungen konnte Botet im Winter 2023/24 auch auf der zweiten Wettkampfebene nicht erfüllen. Zwar gelangen ihr im Dezember und im März in Single-Mixed-Staffeln zwei Podestplätze, jedoch hatte sie vor allem läuferisch Schwierigkeiten und erzielte lediglich einen Top-10-Rang am Saisonende. Erholt startete die Französin in die Saison 2024/25: Gleich im ersten Rennen des Winters feierte sie in Idre ihren zweiten Sprintsieg, den dritten ließ sie wenig später in Geilo folgen. Fünf weitere Podestplätze bedeuteten nach dem ersten Trimester die klare Führung in der IBU-Cup-Gesamtwertung, woraufhin Botet Anfang Januar 2025 in Oberhof im Tausch mit Sophie Chauveau nach längerer Zeit wieder einen Platz im Weltcupteam bekam. Am 9. Januar 2025 ging sie im Sprint mit Startnummer 37 ins Rennen, traf bei schwierigen Bedingungen alle zehn Scheiben und entschied den Wettkampf überraschend für sich. Neben ihr erreichten auch Maren Kirkeeide und Milena Todorowa das Siegerpodium; Athletinnen, die wie Botet noch nie vorher auf einem Weltcuppodest gestanden hatten. Nach weiteren fünf Ergebnissen in den Punkterängen startete Botet ab Februar wieder im IBU-Cup, kehrte jedoch zum Saisonfinale in Oslo in den Weltcup zurück. Dort zeigte sie mit dem 5. Platz im Massenstart ihr Potenzial, sich in der folgenden Saison in der Weltspitze zu etablieren.

## Persönliches
Botet stammt aus La Bresse im Osten Frankreichs. Ihre Mutter Véronique Claudel war ebenfalls eine erfolgreiche Biathletin und wurde 1992 Olympiasiegerin mit der Staffel. Ihr Vater Yannick Botet war Trainer von Martin Fourcade.

## Statistiken

### Weltcupsiege
| Nr. | Datum        | Ort     | Disziplin |
| --- | ------------ | ------- | --------- |
| 1.  | 9. Jan. 2025 | Oberhof | Sprint    |

### Weltcupplatzierungen
Die Tabelle zeigt alle Platzierungen (je nach Austragungsjahr einschließlich Olympische Spiele und Weltmeisterschaften).
- 1.–3. Platz: Anzahl der Podiumsplatzierungen
- Top 10: Anzahl der Platzierungen unter den ersten zehn (einschließlich Podium)
- Punkteränge: Anzahl der Platzierungen innerhalb der Punkteränge (einschließlich Podium und Top 10)
- Starts: Anzahl gelaufener Rennen in der jeweiligen Disziplin
- Staffel: inklusive Mixed- und Single-Mixed-Staffeln

| Platzierung               | Einzel | Sprint | Verfolgung | Massenstart | Staffel | Gesamt |
| ------------------------- | ------ | ------ | ---------- | ----------- | ------- | ------ |
| 1. Platz                  |        | 1      |            |             |         | 1      |
| 2. Platz                  |        |        |            |             | 1       | 1      |
| 3. Platz                  |        |        |            |             | 2       | 2      |
| Top 10                    |        | 1      |            | 1           | 3       | 5      |
| Punkteränge               | 2      | 7      | 5          | 1           | 3       | 18     |
| Starts                    | 3      | 10     | 6          | 1           | 3       | 23     |
| Stand: Saisonende 2024/25 |        |        |            |             |         |        |

### Weltcupwertungen
Ergebnisse bei Biathlon-Weltcups (Disziplinen- und Gesamtweltcup) gemäß Punktesystem
| Saison  | Einzel | Einzel | Sprint | Sprint | Verfolgung | Verfolgung | Massenstart | Massenstart | Gesamt | Gesamt |
| Saison  | Platz  | Punkte | Platz  | Punkte | Platz      | Punkte     | Platz       | Punkte      | Platz  | Punkte |
| ------- | ------ | ------ | ------ | ------ | ---------- | ---------- | ----------- | ----------- | ------ | ------ |
| 2021/22 | 62.    | 1      | 70.    | 18     | 77.        | 6          | –           | –           | 79.    | 25     |
| 2022/23 | 62.    | 6      | 62.    | 20     | –          | –          | –           | –           | 68.    | 26     |
| 2024/25 | –      | –      | 22.    | 112    | 38.        | 52         | 30.         | 50          | 34.    | 214    |

### Juniorenweltmeisterschaften
Botet nahm bis 2019 an den Jugend-, ab 2020 an den Juniorenwettkämpfen teil.
| Weltmeisterschaften | Weltmeisterschaften | Einzelwettbewerbe | Einzelwettbewerbe | Einzelwettbewerbe | Damenstaffel |
| Jahr                | Ort                 | Einzel            | Sprint            | Verfolgung        | Damenstaffel |
| ------------------- | ------------------- | ----------------- | ----------------- | ----------------- | ------------ |
| 2018                | Otepää              | 44.               | 44.               | 36.               | –            |
| 2019                | Osrblie             | 49.               | 43.               | 16.               | 3.           |
| 2020                | Lenzerheide         | 15.               | 14.               | 26.               | 1.           |
| 2021                | Obertilliach        | 5.                | 16.               | 11.               | 1.           |

### IBU-Cup-Siege
| Nr. | Datum         | Ort      | Disziplin |
| --- | ------------- | -------- | --------- |
| 1.  | 15. Jan. 2023 | Pokljuka | Sprint    |
| 2.  | 28. Nov. 2024 | Idre     | Sprint    |
| 3.  | 6. Dez. 2024  | Geilo    | Sprint    |

### Junior-Cup-Siege
| Nr. | Datum         | Ort         | Disziplin              |
| --- | ------------- | ----------- | ---------------------- |
| 1.  | 16. Dez. 2018 | Lenzerheide | Sprint                 |
| 2.  | 19. Dez. 2018 | Les Rousses | Mixedstaffel 1         |
| 3.  | 15. Dez. 2019 | Pokljuka    | Single-Mixed-Staffel 2 |
| 4.  | 18. Dez. 2019 | Martell     | Mixedstaffel 3         |